# Harman/Kardon

Harman/Kardon grundades 1953 av Dr. Sidney Harman och Bernard Kardon. Harman/Kardon är en amerikansk tillverkare av audioutrustning för hemmabruk, såsom förstärkare, receivers, skivspelare, högtalare med mera. Harman/Kardons förstärkardelar kännetecknas av höga uteffekter som i praktiken var mycket högre än vad tillverkaren garanterade.
1954 gjorde Harman/Kardon världens första integrerade hifireceiver. Festival D1000 kombinerade för första gången en förstärkare och radiodel i en apparat.
Harman/Kardon utmärkte sig framför allt på 1970-talet genom att göra omfattande laboratorietester av ljudegenskaper även i frekvensområden som låg utanför det hörbara området. 
Harman/Kardon uppfann skivspelaren med så kallad tangentialarm på 1970-talet. Till skillnad mot vanliga skivspelare rörde sig hela tonarmen parallellt längs en "släde", vilket i teorin gjorde att nålen alltid hade samma vinkel i förhållande till skivspåret. 